# Alex Ferreira
Pour les articles homonymes, voir Ferreira.
Alex Ferreira est un skieur acrobatique américain né le 14 août 1994. Il a remporté la médaille d'argent en half-pipe aux Jeux olympiques d'hiver de 2018.

## Palmarès

### Jeux olympiques
| Épreuve / Édition   | Half-pipe                           |
| JO 2018 Pyeongchang | Médaille d'argent, Jeux olympiques  |
| JO 2022 Pékin       | Médaille de bronze, Jeux olympiques |

### Championnats du monde
| Épreuve / Édition       | Half-pipe                 |
| Mondiaux 2023 Bakuriani | Médaille de bronze, monde |
| Mondiaux 2025 Engadine  | Médaille de bronze, monde |

### Coupe du monde
- 1 gros globe de cristal :
  - Vainqueur du classement Freeski Park & Pipe en 2024.
- 3 petits globe de cristal :
  - Vainqueur du classement half-pipe en 2018, 2024 et 2025.
- 20 podiums en half-pipe dont 11 victoires.

| Saison / Épreuve | Half-pipe                                                            |
| ---------------- | -------------------------------------------------------------------- |
| 2016-2017        | Tignes                                                               |
| 2017-2018        | Cardrona                                                             |
| 2021-2022        | Copper Mountain                                                      |
| 2022-2023        | Calgary                                                              |
| 2023-2024        | Secret Garden Copper Mountain Mammoth Mountain Ski Area Calgary (x2) |
| 2024-2025        | Copper Mountain Aspen                                                |